# ألما كوغان
ألما كوغان (بالإنجليزية: Alma Cogan) هي مغنية بريطانية، ولدت في 19 مايو 1932 في وايت تشابل في المملكة المتحدة، وتوفيت في 26 أكتوبر 1966 في لندن في المملكة المتحدة بسبب سرطان المبيض.

## وصلات خارجية
- الموقع الرسمي
- ألما كوغان على موقع IMDb (الإنجليزية)
- ألما كوغان على موقع ميوزك برينز (الإنجليزية)
- ألما كوغان على موقع إن إن دي بي (الإنجليزية)
- ألما كوغان على موقع أول ميوزيك (الإنجليزية)
- ألما كوغان على موقع ديسكوغز (الإنجليزية)
- ألما كوغان على موقع قاعدة بيانات الفيلم (الإنجليزية)